# リノレン酸イソメラーゼ
リノレン酸イソメラーゼ(Linoleate isomerase、(EC 5.2.1.5)は、以下の化学反応を触媒する酵素である。
9-cis,12-cis-オクタデカジエン酸{\displaystyle \rightleftharpoons }9-cis,11-trans-オクタデカジエン酸
従って、この酵素の基質は9-cis,12-cis-オクタデカジエン酸のみ、生成物は9-cis,11-trans-オクタデカジエン酸のみである。
この酵素は、異性化酵素、特にシス‐トランスイソメラーゼに分類される。系統名は、リノレン酸デルタ12-cis-デルタ11-trans-イソメラーゼ(linoleate Delta12-cis-Delta11-trans-isomerase)である。この酵素はリノレン酸の代謝に関与している。